# Pelion

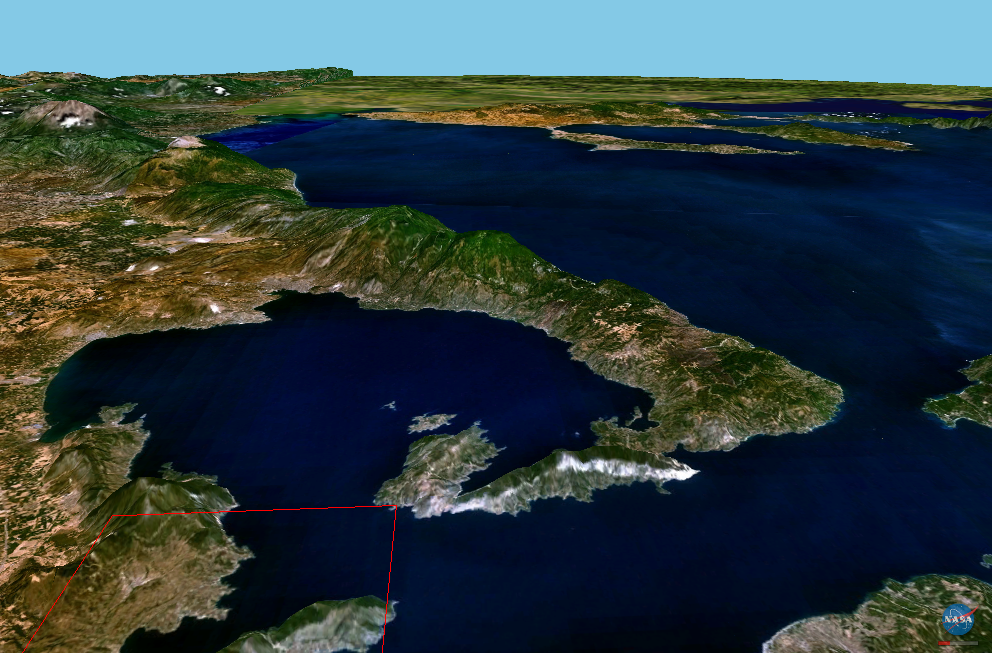
Półwysep Pelion

Pelion (ngr. Πήλιο) – półwysep i pasmo górskie o tej samej nazwie we wschodniej części Grecji w regionie Tesalia u wybrzeży Morza Egejskiego, otaczający od zachodu i południa Zatokę Pagasyjską.